# Eucereon patronides
Eucereon patronides är en fjärilsart som beskrevs av Rothschild 1912. Eucereon patronides ingår i släktet Eucereon och familjen björnspinnare. Inga underarter finns listade i Catalogue of Life.